# ویکتوریا مازور
ویکتوریا مازور (به اوکراینی: Вікторія Олексіївна Мазур) ژیمناست زادهٔ ۱۵ اکتبر ۱۹۹۴ میلادی اهل کشور اوکراین است.